# 1 травня
1 травня — 121-й день року (122-й у високосні роки) в григоріанському календарі. До кінця року залишається 244 дні.

## Свята і пам'ятні дні

### Міжнародні
- Свято Весни і Міжнародний день праці.
- День глобальної любові.
- Міжнародний день соняшника.
- День захисту носорога.
- Європейський день (EuroMayDay)

### Національні
- Маршаллові Острови: Національне свято Республіки Маршаллові Острови. День Конституції (1979)
- Південна Корея: День народження Будди.
- Казахстан: День єдності народів Казахстану.
- Індія: День Гуджарату і День Махараштри.
- Аргентина,  Латвія: День конституції.
- Гаваї: День Леї.
- Ізраїль: День батька (יום האב).
- Мавританія: День збройних сил.
- Ботсвана: День праці.
- Франція: День конвалії.
- США:
 День лояльності.
 День права.
 День парфе з шоколадом.
 День чистокровних собак.

### Професійні
- День директорів шкіл.[1]

### Релігійні

#### Християнство
День Святого Йосифа.
Православні:
- Пророка Єремії.
- Священномученика Макарія, митрополита Київського.
- Преподобномучників Афонських: Євфимія, Ігнатія та Акакія.
- Преподобномучника Вати Персянина.
- Благовірної Тамари, цариці Грузинської.

#### Вікка
- Белтейн

## Події
- 305 — Римський імператор Діоклетіан (~245-316), що почав службу звичайним солдатом і правив імперією двадцять років, добровільно відмовився від влади. Решту свого життя він провів на острові Спліт.
- 381 — Східноримський імператор Феодосій І Великий скликав Другий Вселенський (Перший Константинопольський) собор, який фактично завершив формування державної християнської церкви. Учасники собору — ієрархи лише східної частини імперії.
- 408 — Феодосій II став імператором Візантійської імперії.
- 1006 — спалах наднової SN 1006.
- 1328 — за мирним договором 1328 року Королівство Англія визнала незалежність Шотландського королівства.
- 1497 — мученицькою смертю від татар загинув митрополит Київський Макарій. Нетлінні мощі святого покояться у Володимирському соборі.
- 1576 — Анна І і Стефан І короновані як Королі Речі Посполитої.
- 1682 — Людовик XIV урочисто відкрив Паризьку Обсерваторію.
- 1699 — П'єр ле Мойн заснував першу колонію європейців у долині річки Міссісіпі.
- 1707 — Королівство Англія, Уельс та Королівство Шотландія об'єднані в одну державу — Королівство Великої Британії.
- 1753 — публікація роботи «Species Plantarum» (Види рослин) Карла Ліннея. Ця дата вважається заснуванням ботанічної номенклатури.
- 1776 — Адам Вайсгаупт заснував в Баварії таємне товариство Ілюмінатів.
- 1786 — у Відні відбулась прем'єра опери Вольфганга Амадея Моцарта «Весілля Фігаро».
- 1840 — у Великій Британії з'явилася в продажу перша у світі поштова марка — «Чорний пенні»
- 1851 — У Лондоні, в Кришталевому палаці відбулось відкриття першої Всесвітньої виставки, присвяченої досягненням техніки і культури.
- 1886 — В Чикаго пройшла масова демонстрація робітників, котра була атакована поліцією. 4 травня на мітингу протесту від вибуху бомби загинуло 7 поліцейських і 60 цивільних. Організатори мітингу були заарештовані і засуджені. У липні 1889 року на Паризькому конгресі 2-го Інтернаціоналу 1 травня в пам'ять про ці події проголошено міжнародним революційним святом трудящих.
- 1919 — У Фінляндії затверджено національний прапор
- 1931 — У Нью-Йорку пройшла офіційна церемонія відкриття найвищої у світі будівлі — 102-поверхового «Емпайр-Стейт-Білдінг», збудованої за проєктом архітектора Вільяма Лема всього за один рік. Зведена на розі 34-ї вулиці і 5-ї авеню будівля вартістю 40 мільйонів доларів залишалась найвищою у світі до 1972 року, коли в Мангеттені було збудовано башти Міжнародного торгового центру.
- 1937 — Президент США Франклін Делано Рузвельт підписав акт про нейтралітет, що не дозволяв США втручатись у військові події в Європі.
- 1943 — Німецькі нацисти вчиняють масове вбивство 9000 євреїв з гетто в м. Бродах на Львівщині.
- 1944 — Відбувся перший політ реактивного літака «Мессершмітт Me 262».
- 1954 — В Сеулі преподобний Мун заснував Церкву Об'єднання (Асоціація Святого Духа за об'єднання всесвітнього християнства). Сьогодні церква має послідовників більш ніж у 150 країнах світу.
- 1960 — Під Свердловськом (нині — Єкатеринбург, Росія) ракетою збито американський розвідувальний літак «U-2», пілотований Френсісом Пауерсом.
- 1962 — страчений Адольф Айхман, нацистський злочинець.
- 1966 — студент Георгій Москаленко і робітник Віктор Кукса вночі встановили на даху головного корпусу Київського інституту народного господарства український національний прапор
- 1967 — Анастасіо Сомоса Дебайле став президентом Нікарагуа
- 1970 — Елтон Джон та поет Берні Топін почали свою спільну працю над альбомом «Elton John», до котрого увійшов перший хіт Елтона Джона «Your Song».
- 1993 — Внаслідок сутичок у Москві на Жовтневій площі і площі Гагаріна 579 осіб отримали поранення (з них 251 — співробітники міліції).
- 1994 — Під час змагань «Гран-прі Сан-Марино» на трасі в Імолі загинув 34-річний бразильський автогонщик, трикратний чемпіон світу в класі машин «Формула-1» Айртон Сенна.
- 1997 — На парламентських виборах у Великій Британії вперше за останні 18 років перемогу здобула Лейбористська партія.
- 1997 — Румунія принесла офіційні вибачення за примусову депортацію до трудових таборів тисяч етнічних німців і «продаж» еміграційних документів, що мали місце в роки комуністичного правління.
- 1998 — Колишній руандійський прем'єр Жан Камбанда визнаний судом винним у геноциді проти народності тутсі, що відбувся в 1994 році і привів до загибелі більше півмільйона людей.
- 1999 — тіло британського альпініста Джорджа Меллорі знайдено на горі Еверест через 75 років після його зникнення в 1924 році.

## Народились
Дивись також Категорія:Народились 1 травня
- 1218 — Рудольф I, германський король.
- 1672 — Джозеф Еддісон, англійський письменник.
- 1827 — Жюль Бретон, французький художник-реаліст.
- 1830 — Гвідо Гезелла, фламандський поет, філолог, фольклорист, лірик, член Королівської фламандської академії мови та літератури; за професією католицький священник.
- 1874 — Ромейн Брукс, французька художниця американського походження.
- 1900 — Александер Ват, польський письменник.
- 1920 — Нонна Копержинська, українська і радянська актриса театру і кіно.
- 1923 — Джозеф Геллер, американський письменник.
- 1929 — Ральф Дарендорф, німецько-британський мислитель і політик-ліберал, соціолог, лорд, єврокомісар
- 1930 — Левко Колодуб, український радянський композитор, педагог, музично-громадський діяч.
- 1942 — Анатолій Алексєєв, український філолог
- 1945 — Василь Зінкевич, український співак, народний артист України
- 1951 — Григорій Шумейко, актор і режисер львівського театру імені Заньковецької, народний артист України.
- 1961 — Андрій Овчинников, український хокеїст.
- 1967 — Тім Макгро, американський кантрі-співак, автор пісень та актор.
- 1982 — Денис Шлега, офіцер Національної гвардії України, учасник російсько-української війни. Герой України (2022).
- 1984 — Філіп Джевєцький, польський хокеїст.
- 1985 — Ерік Тюммерс, нідерландський хокеїст.
- 1988 — Дмитро Німенко, український хокеїст.

## Померли
Дивись також Категорія:Померли 1 травня
- 1873 — Девід Лівінгстон, шотландський місіонер і дослідник Африки.
- 1904 — Антонін Дворжак, чеський композитор.
- 1948 — Давид Штеренберг, радянський живописець та художник-графік українського походження.
- 1951 — Климентій (Шептицький), Блаженний Католицької Церкви, церковний діяч і архімандрит монахів Студійського уставу, захисник Української греко-католицької церкви.
- 1990 — Оксана Супрун, український скульптор.
- 1994 — Айртон Сенна, бразильський автогонщик, триразовий чемпіон світу з автоперегонів у класі Формула-1, один з найкращих гонщиків за всю історію Формули-1. Потрапив у аварію в повороті «Тамбурелло» під час проведення Гран-прі Сан-Марино.
- 2000 — Стів Рівз, актор («Геркулес», «Останні дні Помпеї», «Дуель Титанів»).
- 2011 — Володимир Литвиненко, український художник південно-руської мистецької школи, заслужений художник України.